# Melitaea nigroguttata
Melitaea nigroguttata är en fjärilsart som beskrevs av Sovinsky 1927. Melitaea nigroguttata ingår i släktet Melitaea och familjen praktfjärilar. Inga underarter finns listade i Catalogue of Life.